# Rari Nantes Florentia 2013-2014

## Rosa
| N° |                   | Ruolo | Giocatore           |
| -- | ----------------- | ----- | ------------------- |
| 1  | Italia (bandiera) | P     | Luca Mugelli        |
| 13 | Italia (bandiera) | P     | Massimiliano Cicali |
| 12 | Italia (bandiera) | D     | Andrea Di Fulvio    |
| 4  | Italia (bandiera) | D     | Francesco Coppoli   |
| 3  | Italia (bandiera) | D     | Federico Borella    |
| 9  | Italia (bandiera) | D     | Matteo Gitto        |
| 5  | Italia (bandiera) | D     | Niccolò Cecere      |

| N° |                      | Ruolo | Giocatore              |
| -- | -------------------- | ----- | ---------------------- |
| 11 | Italia (bandiera)    | CV    | Giacomo Bini           |
| 2  | Australia (bandiera) | CV    | Paul Valentine Sindone |
|    | Italia (bandiera)    | CV    | Luigi Gobbi            |
|    | Italia (bandiera)    | A     | Lapo Dani              |
| 10 | Italia (bandiera)    | CB    | Tommaso Martini        |
| 6  | Serbia (bandiera)    | CB    | Nikola Eškert          |
| 7  | Italia (bandiera)    | CB    | Claudio Brancatello    |

### Staff tecnico
| Allenatore: | Leonardo Sottani |

## Risultati

### Serie A1

#### Girone di andata
| Arbitri: | Ercoli Lo Dico |

|                                                                |           |                                                   |
| Bini: 2 Brancatello, Coppoli, A. Di Fulvio, Eskert, Sindone: 1 | Marcatori | 2: Bertoli, Klikovac, Mattiello, Radović 1: Rossi |

| Arbitri: | Brasiliano Castagnola |

| |           |                    |
| N. Presciutti: 4 Napolitano: 3 Bodegas, F. Di Fulvio, Molina, Nora: 2 Guerrato, C. Presciutti, Rizzo: 1 | Marcatori | 2: Bini 1: Coppoli |

| Arbitri: | Scappini Taccini |

|                                      |           |                                                               |
| Bini, Coppoli: 2 Eskert, M. Gitto: 1 | Marcatori | 1: Cesini, Ferraris, Foti, Gaffuri, Hrošík, Jelača, F. Pagani |

| Arbitri: | Daniele Gomez |

|                                                                      |           |                                                           |
| Alesiani: 6 G. Bianco, Deserti, Elez, G. Fiorentini: 2 J. Colombo: 1 | Marcatori | 4: Coppoli 3: M. Gitto 2: Eskert, Sindone 1: A. Di Fulvio |

| Arbitri: | Castagnola Savarese |

|                                                          |           |                                          |
| Petković: 5 Luongo: 3 Di Costanzo, Sadovyy, ScottG. i: 1 | Marcatori | 1: Bini, Cecere, Dani, M. Gitto, Sindone |

| Arbitri: | Bianchi Navarra |

|                                        |           |                                                       |
| Coppoli, Dani, A. Di Fulvio, Eskert: 1 | Marcatori | 2: Figari, Figlioli, F. Lapenna, Madaras 1: Giorgetti |

| Arbitri: | Caputi Scappini |

|                                           |           |                                                              |
| Beltrame, Tomašić: 2 Simonetti, Tullio: 1 | Marcatori | 2: Coppoli 1: A. Di Fulvio, Eskert, M. Gitto, Gobbi, Sindone |

| Arbitri: | D. Bianco Pinato |

|                                                 |           |                                                           |
| Bini, Coppoli, A. Di Fulvio, M. Gitto, Gobbi: 2 | Marcatori | 3: Brguljan 2: Primorac 1: Baraldi, Buonocore, Campopiano |

| Arbitri: | Bianchi Ricciotti |

|                                |           |                                                   |
| Giordano: 2 Nunome, Pesenti: 1 | Marcatori | 2: M. Gitto 1: Bini, Borella, A. Di Fulvio, Gobbi |

| Arbitri: | Rovida Savarese |

|                                                                       |           |                                                                    |
| Coppoli: 5 Sindone: 3 M. Gitto: 2 Brancatello, Dani, Eskert, Gobbi: 1 | Marcatori | 3: Colosimo, Vittorioso 2: Gianni 1: Africano, Leporale, Maddaluno |

| Arbitri: | Colombo Taccini |

|                                                   |           |                                |
| Lanzoni: 3 Bruni, Camilleri: 2 Boero, Marziali: 1 | Marcatori | 3: M. Gitto 2: Bini 1: Coppoli |

#### Girone di ritorno
| Arbitri: | Castagnola Rovida |

|                                                                             |           |                                                 |
| Klikovac, Radović: 3 Rossi, Saccoia: 2 Bertoli, Dolce, Foglio, Mandolini: 1 | Marcatori | 2: Bini 1: Borella, Coppoli, Dani, A. Di Fulvio |

| Arbitri: | Del Bosco Gomez |

|                                            |           | |
| Coppoli, A. Di Fulvio, Eskert, M. Gitto: 1 | Marcatori | 3: Bodegas 2: F. Di Fulvio, C. Presciutti, N. Presciutti, Rizzo 1: Giorgi, Legrenzi, Molina, Napolitano, Nora, Valentino |

| Arbitri: | Rovida Severo |

|                                                                   |           |                                             |
| Gaffuri, Jelača: 2 Busilacchi, Cesini, Foti, Hrošík, F. Pagani: 1 | Marcatori | 2: M. Gitto, Gobbi 1: Dani, Eskert, Martini |

| Arbitri: | Alfi Caputi |

|                                           |           |                                                                                            |
| Coppoli: 5 M. Gitto: 2 Eskert, Martini: 1 | Marcatori | 3: Alesiani, Elez 2: Deserti 1: J. Colombo, Damonte, G. Fiorentini, Fulcheris, Mistrangelo |

| Arbitri: | Rovida Taccini |

|                                                                      |           |                                                          |
| Coppoli, M. Gitto: 3 Eskert, Gobbi: 2 Bini, A. Di Fulvio, Sindone: 1 | Marcatori | 4: Petković 3: Drašković 1: Gambacorta, Sadovyy, Saviano |

| Arbitri: | Calabro Centineo |

|                                                                                 |           |                                                   |
| Aicardi: 4 Figlioli: 2 Felugo, Figari, Giacoppo, Giorgetti, N. Gitto, Ivović: 1 | Marcatori | 2: Bini 1: Brancatello, Eskert, M. Gitto, Sindone |

| Arbitri: | Pinato Piano |

|                                                               |           |                                    |
| Coppoli, A. Di Fulvio: 3 M. Gitto: 2 Bini, Eskert, Sindone: 1 | Marcatori | 4: Tomašić 2: Astarita 1: C. Russo |

| Arbitri: | Fusco Severo |

|                                                                |           |                                                                   |
| Brguljan, Parisi: 3 Buonocore: 2 Baraldi, Esposito, Velotto: 1 | Marcatori | 3: Bini, Coppoli 1: Borella, A. Di Fulvio, Eskert, Gobbi, Sindone |

| Arbitri: | Calabrò Navarra |

|                                                                    |           |                   |
| Bini: 4 Gobbi: 3 Dani, Sindone: 2 Borella, A. Di Fulvio, Eskert: 1 | Marcatori | 2: Hazui, Pesenti |

| Arbitri: | Lo Dico Savarese |

|                                                                        |           |                                                       |
| A. Calcaterra: 3 Africano, Maddaluno, Matović: 2 Di Rocco, Leporale: 1 | Marcatori | 3: M. Gitto 1: Borella, A. Di Fulvio, Eskert, Sindone |

| Arbitri: | Gomez Petronilli |

|                                                                          |           |                                                          |
| Coppoli: 2 Bini, Brancatello, A. Di Fulvio, Eskert, M. Gitto, Sindone: 1 | Marcatori | 2: Camilleri, Lanzoni 1: Bruni, A. Di Somma, E. Di Somma |

#### Playoff - Quarti di finale
| Arbitri: | Fusco Taccini |

|                                             |           |                                                                                 |
| M. Gitto: 2 Coppoli, A. Di Fulvio, Gobbi: 1 | Marcatori | 3: Figlioli 2: Fondelli, Giorgetti, Joković 1: Felugo, Figari, Giacoppo, Ivović |

| Arbitri: | Ricciotti Riccitelli |

|                                                                                                  |           |                                                                  |
| Giorgetti, Joković: 3 Fondelli: 2 Aicardi, Figari, Figlioli, D. Fiorentini, Giacoppo, Lapenna: 1 | Marcatori | 3: Coppoli 2: Bini, M. Gitto 1: Borella, Gobbi, NerP. i, Sindone |

#### Playoff - Semifinali 5º posto
| Arbitri: | Lo Dico Riccitelli |

|                                                          |           |                                                   |
| Petković: 3 Sadovyy: 2 Drašković, D. Mattiello, Pérez: 1 | Marcatori | 4: Sindone 1: Brancatello, A. Di Fulvio, M. Gitto |

| Arbitri: | L. Bianco Petronilli |

|                                                                |           |                                                       |
| A. Di Fulvio: 4 Gobbi, Sindone: 2 Bosazzi, Eskert, M. Gitto: 1 | Marcatori | 6: Petković 4: S. Luongo 3: Sadovyy 1: Pérez, Saviano |

### Coppa Italia

#### Seconda fase
La Florentia, essendo una delle prime quattro squadre del campionato precedente, come da regolamento prende parte alla Coppa Italia partendo dalla seconda fase.
| Arbitri: | Bianchi Colombo |

|                      |           |                                                                                         |
| Eškert: 3 Coppoli: 2 | Marcatori | 3: Alesiani 2: Deserti, Mistrangelo 1: G. Bianco, Colombo, Damonte, Elez, G. Fiorentini |

| Arbitri: | Bianchi Centineo |

|                                                       |           |                                           |
| Saccoia: 4 Bertoli: 3 Klikovac: 2 Mandolini, Rossi: 1 | Marcatori | 3: A. Di Fulvio 1: Eškert, Gobbi, Martini |

| Arbitri: | Centineo Colombo |

|                                                        |           |                                                                                     |
| Bini, Borella, Brancatello, Coppoli, Gobbi, Martini: 1 | Marcatori | 3: F. Di Fulvio 2: Bodegas, Napolitano 1: E. Calcaterra, Nora, N. Presciutti, Rizzo |

## Statistiche
Statistiche aggiornate al 30 aprile 2014.

### Statistiche di squadra
| Competizione | Punti | In casa | In casa | In casa | In casa | In casa | In casa | In trasferta | In trasferta | In trasferta | In trasferta | In trasferta | In trasferta | Neutro | Neutro | Neutro | Neutro | Neutro | Neutro | Totale | Totale | Totale | Totale | Totale | Totale | DR  |
| Competizione | Punti | G       | V       | N       | P       | Gf      | Gs      | G            | V            | N            | P            | Gf           | Gs           | G      | V      | N      | P      | Gf     | Gs     | G      | V      | N      | P      | Gf     | Gs     | DR  |
| ------------ | ----- | ------- | ------- | ------- | ------- | ------- | ------- | ------------ | ------------ | ------------ | ------------ | ------------ | ------------ | ------ | ------ | ------ | ------ | ------ | ------ | ------ | ------ | ------ | ------ | ------ | ------ | --- |
| Serie A1     | 25    | 11      | 6       | 0       | 5       | 100     | 102     | 11           | 2            | 1            | 8            | 69           | 114          | 0      | 0      | 0      | 0      | 0      | 0      | 22     | 8      | 1      | 13     | 176    | 226    | -50 |
| Playoff      | -     | 2       | 0       | 0       | 2       | 16      | 28      | 2            | 0            | 0            | 2            | 18           | 22           | 0      | 0      | 0      | 0      | 0      | 0      | 4      | 0      | 0      | 4      | 34     | 50     | -16 |
| Coppa Italia | -     | 0       | 0       | 0       | 0       | 0       | 0       | 1            | 0            | 0            | 1            | 6            | 11           | 2      | 0      | 0      | 2      | 11     | 23     | 3      | 0      | 0      | 3      | 17     | 34     | -17 |
| Totale       | -     | 13      | 6       | 0       | 7       | 116     | 130     | 14           | 2            | 1            | 11           | 93           | 147          | 2      | 0      | 0      | 2      | 11     | 23     | 29     | 8      | 1      | 20     | 227    | 310    | -83 |

### Classifica marcatori
| Tot. | Giocatore              | A1 | CI |
| ---- | ---------------------- | -- | -- |
| 44   | Francesco Coppoli      | 41 | 3  |
| 36   | Matteo Gitto           | 36 | 0  |
| 29   | Giacomo Bini           | 28 | 1  |
| 23   | Paul Valentine Sindone | 23 | 0  |
| 23   | Andrea Di Fulvio       | 20 | 3  |
| 23   | Nikola Eškert          | 19 | 4  |
| 19   | Luigi Gobbi            | 17 | 2  |
| 7    | Lapo Dani              | 7  | 0  |
| 7    | Federico Borella       | 6  | 1  |
| 6    | Claudio Brancatello    | 5  | 1  |
| 4    | Tommaso Martini        | 2  | 2  |
| 1    | Edoardo Bosazzi        | 1  | 0  |
| 1    | Niccolò Cecere         | 1  | 0  |
| 1    | Federico Neri Panerai  | 1  | 0  |